# Contre-la-montre masculin des juniors aux championnats du monde de cyclisme sur route 2019
Le contre-la-montre masculin des juniors (moins de 19 ans) aux championnats du monde de cyclisme sur route 2019 a lieu sur 28 kilomètres le 23 septembre 2019 à Harrogate, dans le Yorkshire, au Royaume-Uni.

## Participants
| Équipes nationales (35)- Australie juniors - Autriche juniors - Belgique juniors - Canada juniors - Chili juniors - Colombie juniors - Croatie juniors - Tchéquie juniors - Danemark juniors - Espagne juniors - Estonie juniors - France juniors - Grande-Bretagne juniors - Allemagne juniors - Irlande juniors - Israël juniors - Italie juniors - Japon juniors - Kazakhstan juniors - Lettonie juniors - Lituanie juniors - Luxembourg juniors - Pays-Bas juniors - Norvège juniors - Nouvelle-Zélande juniors - Pologne juniors - Afrique du Sud juniors - Russie juniors - Slovénie juniors - Suisse juniors - Slovaquie juniors - Thaïlande juniors - Ukraine juniors - Uruguay juniors - États-Unis juniors |
| |

## Classement
| \| Classement général \| Classement général \| Classement général \| Classement général \| Classement général \| \| Coureur \| Coureur \| Pays \| Équipe \| Temps \| \| ------------------ \| -------------------- \| ------------------ \| ------------------------ \| ------------------ \| \| 1er \| Antonio Tiberi \| Italie \| Italie juniors \| 38 min 28 s \| \| 2e \| Enzo Leijnse \| Pays-Bas \| Pays-Bas juniors \| + 8 s \| \| 3e \| Marco Brenner \| Allemagne \| Allemagne juniors \| + 13 s \| \| 4e \| Quinn Simmons \| États-Unis \| États-Unis juniors \| + 20 s \| \| 5e \| Michel Hessmann \| Allemagne \| Allemagne juniors \| + 28 s \| \| 6e \| Andrea Piccolo \| Italie \| Italie juniors \| + 30 s \| \| 7e \| Lars Boven \| Pays-Bas \| Pays-Bas juniors \| + 44 s \| \| 8e \| Leo Hayter \| Royaume-Uni \| Grande-Bretagne juniors \| + 51 s \| \| 9e \| Oscar Nilsson-Julien \| Royaume-Uni \| Grande-Bretagne juniors \| + 1 min 00 s \| \| 10e \| Finn Fisher-Black \| Nouvelle-Zélande \| Nouvelle-Zélande juniors \| + 1 min 06 s \| |                      |                  |                          |              |
| |                      |                  |                          |              |
| Source : ProCyclingStats |                      |                  |                          |              |
| Classement général |                      |                  |                          |              |
| Coureur | Coureur              | Pays             | Équipe                   | Temps        |
| 1er | Antonio Tiberi       | Italie           | Italie juniors           | 38 min 28 s  |
| 2e | Enzo Leijnse         | Pays-Bas         | Pays-Bas juniors         | + 8 s        |
| 3e | Marco Brenner        | Allemagne        | Allemagne juniors        | + 13 s       |
| 4e | Quinn Simmons        | États-Unis       | États-Unis juniors       | + 20 s       |
| 5e | Michel Hessmann      | Allemagne        | Allemagne juniors        | + 28 s       |
| 6e | Andrea Piccolo       | Italie           | Italie juniors           | + 30 s       |
| 7e | Lars Boven           | Pays-Bas         | Pays-Bas juniors         | + 44 s       |
| 8e | Leo Hayter           | Royaume-Uni      | Grande-Bretagne juniors  | + 51 s       |
| 9e | Oscar Nilsson-Julien | Royaume-Uni      | Grande-Bretagne juniors  | + 1 min 00 s |
| 10e | Finn Fisher-Black    | Nouvelle-Zélande | Nouvelle-Zélande juniors | + 1 min 06 s |